# Bystřička (Vsetínská Bečva)
Die Bystřička, auch Bystřice, ist ein rechter Zufluss der Vsetínská Bečva in Tschechien.
Sie entspringt in den Vsetínské vrchy am Westhang des 912 m hohen Tanečnice und verläuft am Kyčera (772 m) vorbei nach Nordwesten. An dem Gebirgsfluss liegen die Orte Hřívová und Valašská Bystřice.
Von links fließt die aus Malá Bystřice kommende Malá Bystřice bzw. Malá Bystřička zu. Anschließend wird der Fluss in der Talsperre Bystřička gestaut. Unterhalb von Bystřička mündet der Fluss nach 21 km in die Vsetínská Bečva.

## Geschichte
Entlang der Bystřička verlief die Grenze zwischen den Herrschaften Meziříčí und Vsetín, die bis ins 15. Jahrhundert durch ein Tannen-Buchen-Urwaldgebiet verlief. Im Zuge der Kolonisation entstanden im 15. Jahrhundert beiderseits der Mündung zwei Dörfer. Rechtsseitig lag das zu Meziříčí gehörige Konvice und gegenüber auf der Vsetíner Seite Svojanov. Beide Orte lagen im Überflutungsgebiet der Vsetínská Bečva und Bystřička; sie wurden zu Beginn des 16. Jahrhunderts bereits als wüst bezeichnet. Nachdem in der Mitte des 17. Jahrhunderts die bis dato aus dem Brünner und Olmützer Kreis bestehende Markgrafschaft Mähren in weitere Kreise aufgeteilt wurde, bildete der Lauf der Bystřička eine Kreisgrenze. Das Gebiet rechtsseitig des Flusses gehörte zum Prerauer Kreis und das linksseitige zum Hradischer Kreis.

## Zuflüsse
- Růžďka bzw. Růždecký potok (l), Bystřička